# الکساندر فلینگ
الکساندر فلینگ (به انگلیسی: Alexander Fehling) (زاده ۲۹ مارس ۱۹۸۱)، بازیگر آلمانی است.
از فیلم‌های معروف او می‌توان به بازی در فیلم حرامزاده‌های لعنتی، سنکا و پاک‌شده اشاره کرد.